# Claydon, Oxfordshire
Claydon är en ort i civil parish Claydon with Clattercot, i distriktet Cherwell, Storbritannien. Den ligger i grevskapet Oxfordshire och riksdelen England, i den södra delen av landet, 110 km nordväst om huvudstaden London. Claydon ligger 137 meter över havet och antalet invånare är 3 983. Claydon var en civil parish fram till 1932 när blev den en del av Claydon with Clattercot. Civil parish hade 199 invånare år 1931.
Terrängen runt Claydon är platt. Runt Claydon är det ganska tätbefolkat, med 129 invånare per kvadratkilometer. Närmaste större samhälle är Banbury, 9,4 km söder om Claydon. Trakten runt Claydon består till största delen av jordbruksmark.